# Akkád (terület)

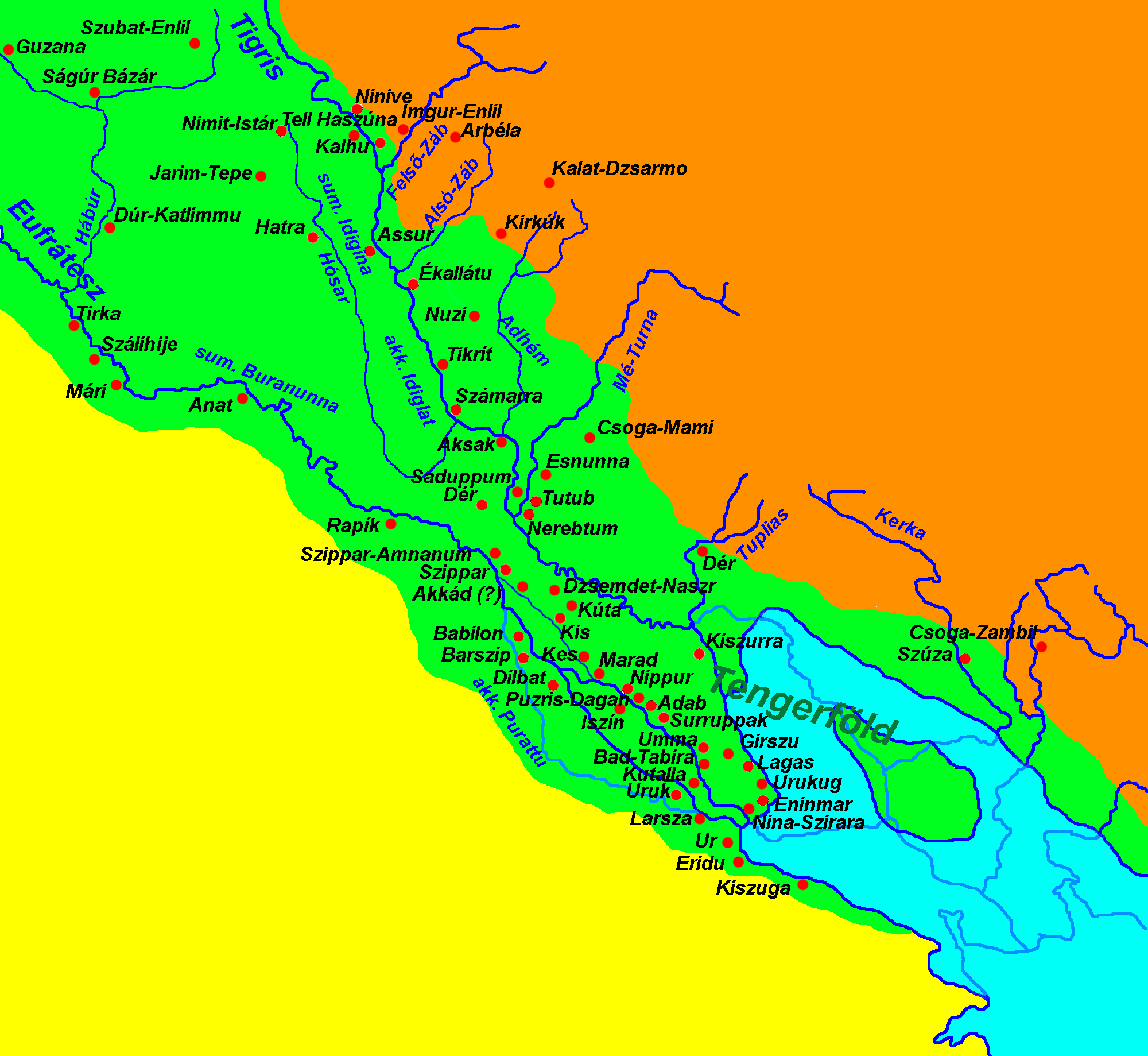

Akkád Mezopotámiának azon földrajzi területe, ahol az i. e. 3. évezred derekán az akkádok megtelepedtek, városokat alapítottak. Nem tévesztendő össze az Akkád Birodalommal, amely politikai képződmény, változó határokkal, míg Akkád földrajzi, etnikai és kulturális fogalom.
Az i. e. 3. évezred folyamán sumer városállamok foglalták el a Buranunna torkolatvidékét és a mai Perzsa-öböl partját. A hegyvidékről leköltöző akkádok Közép-Mezopotámiában, Kis és Assur között a saját nyelvükön Purattunak nevezett Eufrátesz és az Idiglat nevű Tigris mentén települtek meg. Az Idiglat alsó szakaszának mocsarai közt, valamint a Nippur és Kis közötti sivatagos síkságokon ekkoriban nem voltak városok. A földrajzi elkülönültség miatt két városcsoport alakult ki, amelyet Sumernek és Akkádnak neveztek, bár népességük már az akkádok legkorábbi ismert jelenléte óta kevert, a legkorábbi akkád nyelvemlék Urból került elő. A későbbi uralkodók fontosnak tartották kihangsúlyozni, hogy mind Sumer, mind Akkád urai. Ez a felosztás csak a későakkád korban szűnt meg, amikor Babilon és Asszíria felváltva birtokolták Akkád területét.
A földrajzi elszigeteltségnek még a nyelvfejlődés szempontjából is nagy szerepe volt, az akkád hamarosan két nagy nyelvjárásra, a tigrisire és az eufráteszire bomlott. Ebből az eufráteszit beszélték a korábbi Sumerben és Akkád nagy részén, a tigrisit a Tigris folyó még fentebbi szakaszán az asszírok, a köztük lévő átmeneti térség pedig Akkád északnyugati része volt.

## Korai idők
A későbbi Akkád területének peremén állt néhány ősi sumer város, mint például Kis, ahol már az i. e. 4. évezredben a Dzsemdet Naszr-kultúra települése volt. Kis volt az egyik legészakibb sumer település, földrajzi helyzete lehetővé tette a zavartalan fejlődést, amelynek következtében megerősödött, és dél felé kiterjesztette befolyását. Kis hegemóniája a sumer királylista szerint Agga koráig tartott, akit a messzi délről Gilgames uruki király győzött le. Ekkor már jelen kellett lenniük az akkádoknak, mivel bő egy évszázad múlva már Urból ismert akkád nyelvű dokumentum.
Miközben a sumer városállamok egymással harcoltak a hegemónia szerepéért, a sumer peremvidéken az évezred derekán sorra alakultak az akkád települések. Az i. e. 23. században Sarrukín akkád király legyőzte Ur-Zababát, és megalapította az első akkád államot Agadében.